# Особняк Хандрина
Особняк Хандрина — старинный особняк в Таганроге (ул. Александровская, 56), памятник архитектуры 1870-х годов.

## История
Особняк Хандрина был построен по заказу почетного гражданина города Таганрога, предпринимателя А.Е. Хандрина в 1870 году по проекту архитектора Тенишева. По «Описи и оценке недвижимости имущества» владельцами дома за период с 1873 по 1916 год числятся только представители семьи Хандриных: с 1898 года — титулярный советник А.З. Хандрин. Перед октябрьским переворотом семья Хандриных уехала в Харьков.
После революции в здании размещались городская военная комендатура. В 1920 году здание было передано горкомхозу. С фасада был снят дворянский герб и скульптура. В здании располагался  детский приёмник для беспризорников, музыкальная школа. После проведения реставрационных работ в 1976 году в бывшем особняке Хандрина была открыта Таганрогская картинная галерея.

## Архитектурные особенности
Здание полутораэтажное. Фасад насыщен выразительным декором. В общей художественной композиции присутствуют элементы классицизма, барокко, Ренессанса. Капители коринфского ордера, колонны с каннелюрами, фронтон венчали скульптурные группы (утрачены). Над парадным входом находился дворянский герб рода Хандриных. Богатой декоративной лепкой отличался внутренний интерьер здания. Его дополняли пышные люстры, изразцовые камины, паркетные полы, дубовые двери. Во двор выходила деревянная веранда с резными колоннами. Имелся фруктовый сад. Оригинальной архитектурой отличалось даже здание каретника, сохранившееся до наших дней.